# Judd Apatow
Judd Apatow (6 de desembre de 1967, Flushing, Nova York) és un director de cinema, guionista i productor de cinema estatunidenc. És conegut pel seu treball en el gènere de comèdia, sobretot a partir de la segona meitat de la dècada del 2000. És el fundador d'Apatow Productions, una productora de cinema que va produir les sèries televisives de culte aclamades per la crítica Freaks and Geeks, Undeclared i Girls. Ha guanyat nombrosos premis, com un Primetime Emmy per The Ben Stiller Show, un Hollywood Comedy Award i un premi de l'American Film Institute per Bridesmaids. Ha estat nominat a un Grammy i a diversos PGA Awards, Globus d'Or i Oscars. El 2007 va arribar al número 1 a la llista d'Entertainment Weekly.

## Cinema
| Any  | Pel·lícula                                  | Acreditat com | Acreditat com | Acreditat com | Acreditat com |
| Any  | Pel·lícula                                  | Director      | Productor     | Guionista     | Actor         |
| ---- | ------------------------------------------- | ------------- | ------------- | ------------- | ------------- |
| 1992 | Crossing the Bridge                         |               | Sí            |               |               |
| 1995 | Heavyweights                                |               | Sí            | Sí            | Sí            |
| 1996 | Celtic Pride                                |               | Sí            | Sí            |               |
| 1996 | The Cable Guy                               |               | Sí            |               |               |
| 2004 | Anchorman: The Legend of Ron Burgundy       |               | Sí            |               | Sí            |
| 2005 | Kicking & Screaming                         |               | Sí            |               |               |
| 2005 | Verge als 40                                | Sí            | Sí            | Sí            |               |
| 2005 | Fun with Dick and Jane                      |               |               | Sí            |               |
| 2006 | The TV Set                                  |               | Sí            |               |               |
| 2006 | Talladega Nights: The Ballad of Ricky Bobby |               | Sí            |               |               |
| 2007 | Knocked Up                                  | Sí            | Sí            | Sí            |               |
| 2007 | Superbad                                    |               | Sí            |               |               |
| 2007 | Walk Hard: The Dewey Cox Story              |               | Sí            | Sí            |               |
| 2008 | Forgetting Sarah Marshall                   |               | Sí            |               |               |
| 2008 | Drillbit Taylor                             |               | Sí            |               |               |
| 2008 | Step Brothers                               |               | Sí            |               |               |
| 2008 | You Don't Mess with the Zohan               |               |               | Sí            |               |
| 2008 | Pineapple Express                           |               | Sí            | Sí            |               |
| 2009 | Year One                                    |               | Sí            |               |               |
| 2009 | Funny People                                | Sí            | Sí            | Sí            |               |
| 2010 | Get Him to the Greek                        |               | Sí            |               |               |
| 2011 | Bridesmaids                                 |               | Sí            |               |               |
| 2011 | Zookeeper                                   |               |               |               | Sí            |
| 2012 | Wanderlust                                  |               | Sí            |               |               |
| 2012 | The Five-Year Engagement                    |               | Sí            |               |               |
| 2012 | This Is 40                                  | Sí            | Sí            | Sí            |               |
| 2013 | Begin Again                                 |               | Sí            |               |               |
| 2013 | Anchorman 2: The Legend Continues           |               | Sí            |               |               |
| 2015 | Trainwreck                                  | Sí            | Sí            | Sí            |               |

## Televisió
| Any       | Sèrie                  | Acreditat com | Acreditat com | Acreditat com | Acreditat com |
| Any       | Sèrie                  | Director      | Productor     | Guionista     | Actor         |
| --------- | ---------------------- | ------------- | ------------- | ------------- | ------------- |
| 1992-1993 | The Ben Stiller Show   |               | Sí            | Sí            | Sí            |
| 1994-1995 | The Critic             |               | Sí            | Sí            | Sí            |
| 1993-1998 | The Larry Sanders Show | Sí            | Sí            | Sí            |               |
| 1999-2000 | Freaks and Geeks       | Sí            | Sí            | Sí            |               |
| 2001-2003 | Undeclared             | Sí            | Sí            | Sí            |               |
| 2012-2015 | Girls                  |               | Sí            | Sí            |               |